# Krappe (Familienname)
Krappe  ist ein deutscher Familienname.

## Namensträger
- Alexander Haggerty Krappe (1894–1947), US-amerikanischer Romanist und Ethnologe deutscher Abstammung
- Edith Krappe (1909–2006), deutsche Politikerin (SPD) und MdB (1957–1972)
- Ernst Krappe (1891–1977), deutscher Politiker (NSDAP) und Minister- sowie Landespräsident von Lippe (1933)
- Günther Krappe (1893–1981), deutscher Offizier, zuletzt Generalleutnant im Zweiten Weltkrieg
- Hans Jürgen Krappe (* 1933), deutscher Kernphysiker